# Église Saint-Étienne de Karlsruhe

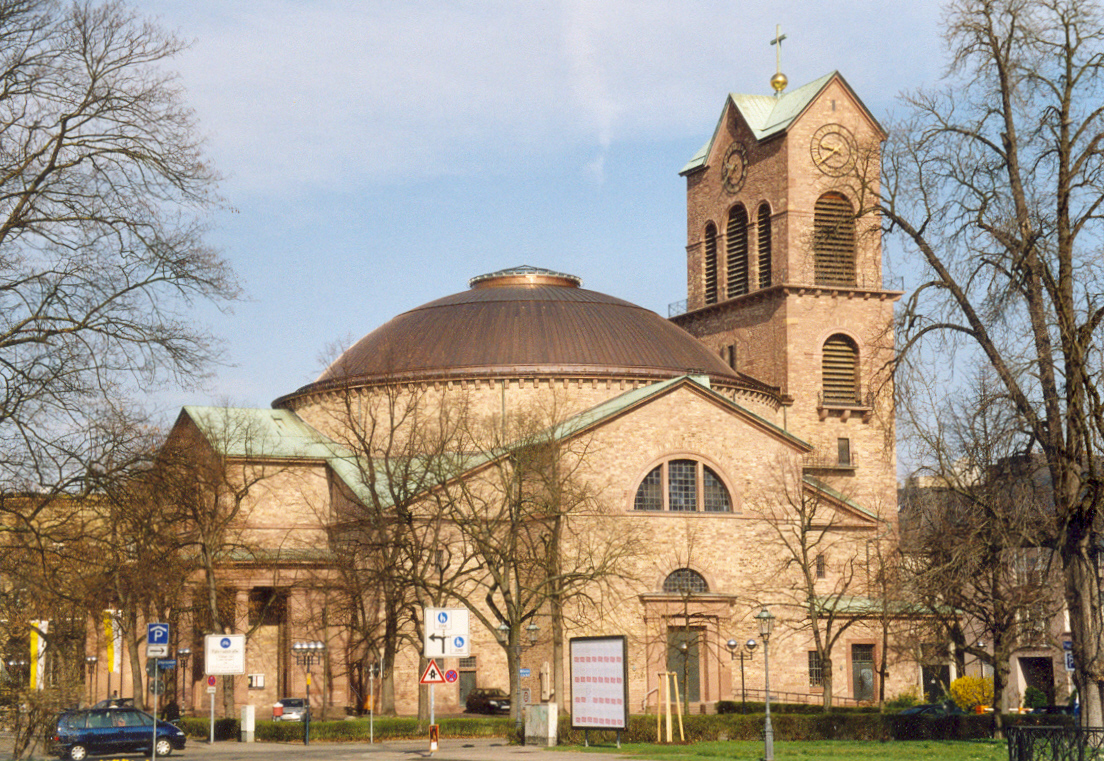
Église Saint-Étienne (vue Est).

L'église paroissiale Saint-Étienne (Pfarrkirche St. Stephan) est une église catholique de Karlsruhe en Allemagne, de style néo-classique construite par Friedrich Weinbrenner. C'est la première église catholique de la ville. Elle dépend de l'archidiocèse de Fribourg-en-Brisgau.

## Histoire et description
Le grand-duc Charles-Frédéric de Bade offre en 1807 un terrain à la paroisse catholique venant du domaine laissé par la margravine Marie-Victoire, épouse du margrave Auguste-Georges, pour y édifier une église. Le couple étant sans enfant le domaine était passé à la lignée réunie du margraviat de Bade, Bade-Durlach et la lignée catholique Bade-Bade.

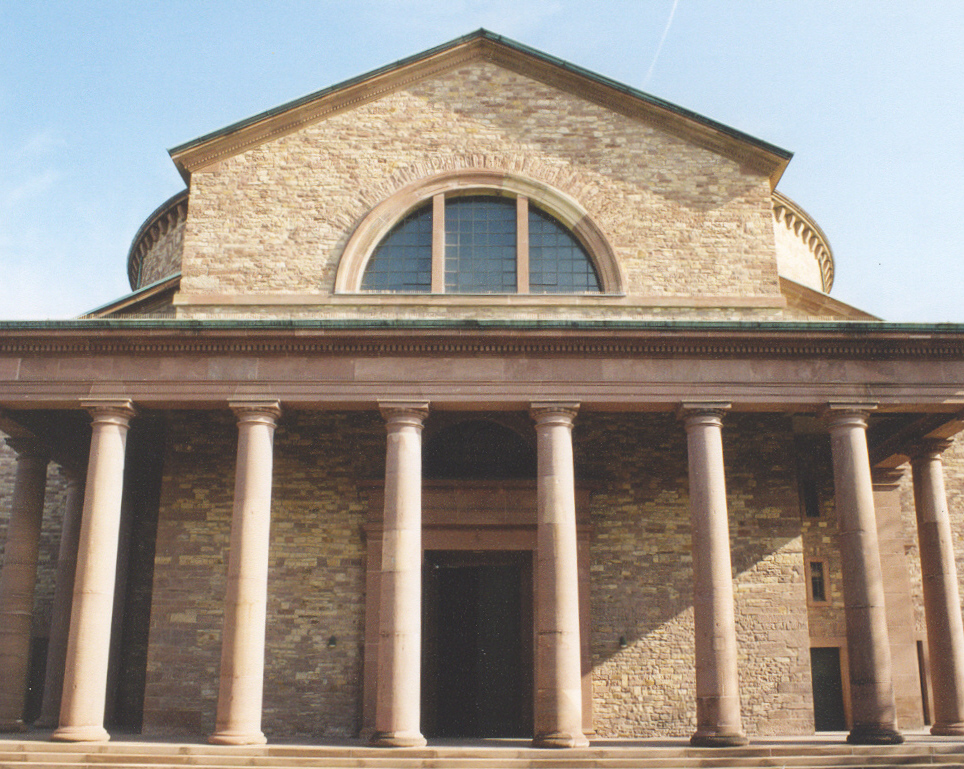
Façade avec le portique (côté Sud).

L'église est construite de 1808 à 1814 selon les conditions du grand-duc Charles-Frédéric et les plans de l'architecte Friedrich Weinbrenner.
Un an après la pose de la première pierre de l'église luthérienne évangélique de Karlsruhe, c'est au tour de l'église catholique Saint-Étienne. Elle est conçue sur le modèle du Panthéon romain, il n'y a pas de haut clocher pour ne pas contrecarrer l'impression harmonieuse, Werbrenner ayant résisté au désir du grand-duc d'en élever un de 43 mètres. L'église est consacrée en 1814. On construit plus tard à côté une école paroissiale et la maison paroissiale qui sont détruites par un bombardement anglais pendant la Seconde Guerre mondiale.
Elle est bâtie selon un plan en croix grecque et présente à l'intérieur un relief de la Trinité par Hans Morinck (1555–1616), un triptyque des Gobelins d'Emil Wachter montrant le martyre de saint Étienne, le tableau d'autel de Marie Ellenrieder (1791-1863), le maître-autel étant conçu par Karl Joseph Berckmüller. Le choix du patronage à saint Étienne rend hommage à la grande-duchesse Stéphanie de Beauharnais (1789-1860) qui a protégé le catholicisme dans le grand-duché.

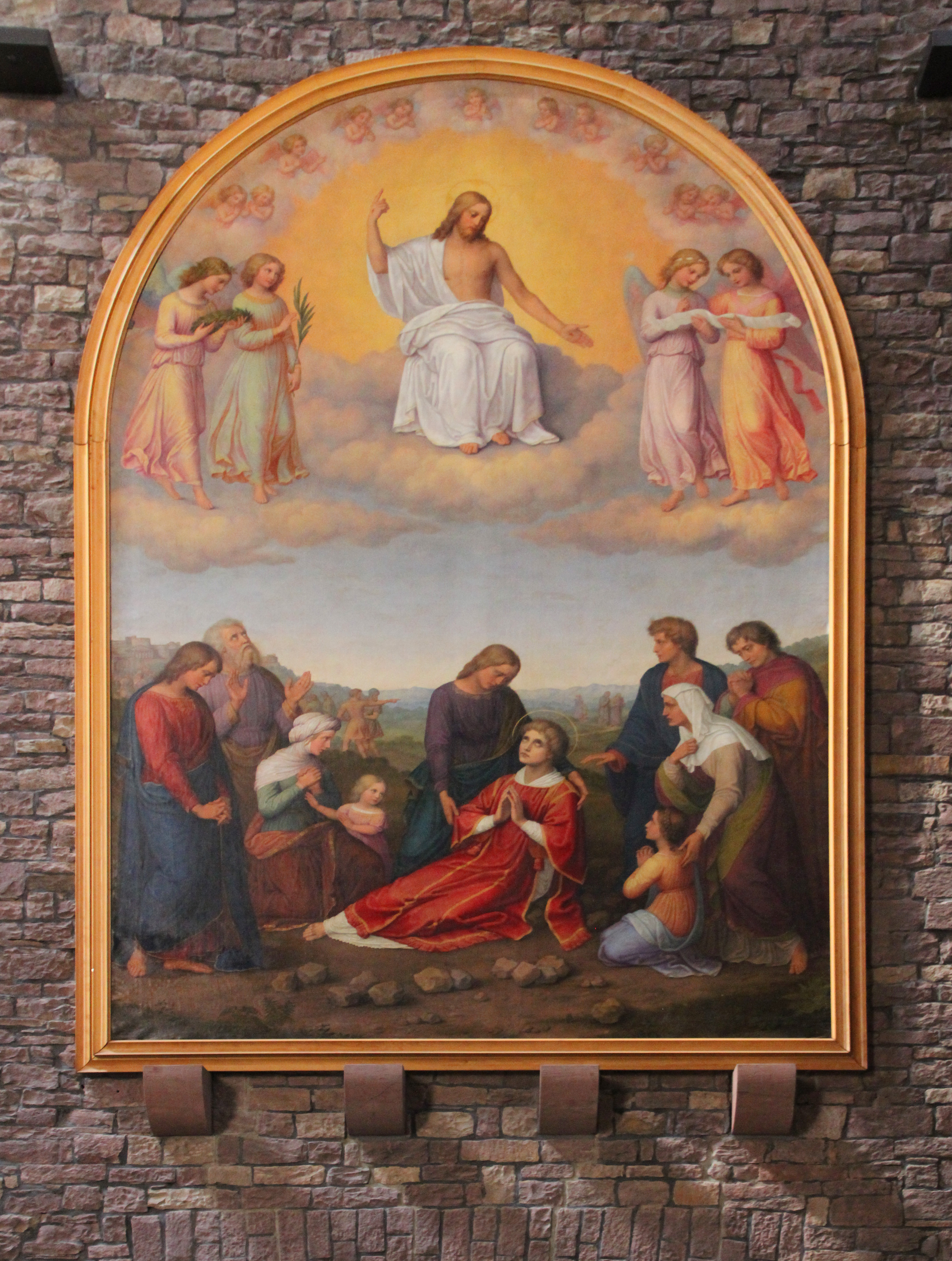
La Mort de saint Étienne par Marie Ellenrieder.

Depuis 1882, la façade extérieure non plâtrée façonne cette église néo-classique, qui est l'une des œuvres majeures de Weinbrenner et l'une des églises à dôme classique les plus importantes du sud-ouest de l'Allemagne. À l'intérieur du clocher, on trouve une cloche avec des motifs de Noël, sauvée des destructions de la dernière guerre mondiale. La cloche Stephansglocke (Étienne), installée en 1966, était la plus grosse du Bade-Wurtemberg avant que ne soit installée une nouvelle cloche en 2004 pour la   Christuskirche de Karlsruhe.
L'église est très sévèrement endommagée par les bombardements aériens de 1944. Elle est restaurée entre 1951 et 1955 avec une nouvelle coupole en béton. Le tableau de l'ancien maître-autel de Marie Ellenrieder est placé à un autre endroit de l'église. Le 27 mars 1954, l'évêque auxiliaire de Fribourg, Mgr Eugen Seiterich, consacre le nouvel autel et l'église est rendue au culte le lendemain.
La bibliothèque du Bade-Wurtemberg, construite en face entre 1984 et 1991, fait référence à l'église de Weinbrenner à travers des éléments de colonne et un toit en dôme au-dessus de la salle de lecture principale.

L'intérieur est entièrement refait en 2011. Tout est dépouillé de son ancien décor et il ne reste plus rien, si ce n'est les murs de briques restaurés et l'orgue de tribune. Dans ce décor totalement nu, l'autel et l'ambon, simples blocs de marbre blanc, sont déplacés au centre de l'église, et de nouveau bancs sont disposés en cercle autour de l'autel. Il ne reste plus qu'un seul tableau, celui mentionné plus haut. Le jour de la Noël 2011, l'autel a été consacré par l'archevêque, Mgr Robert Zollitsch.

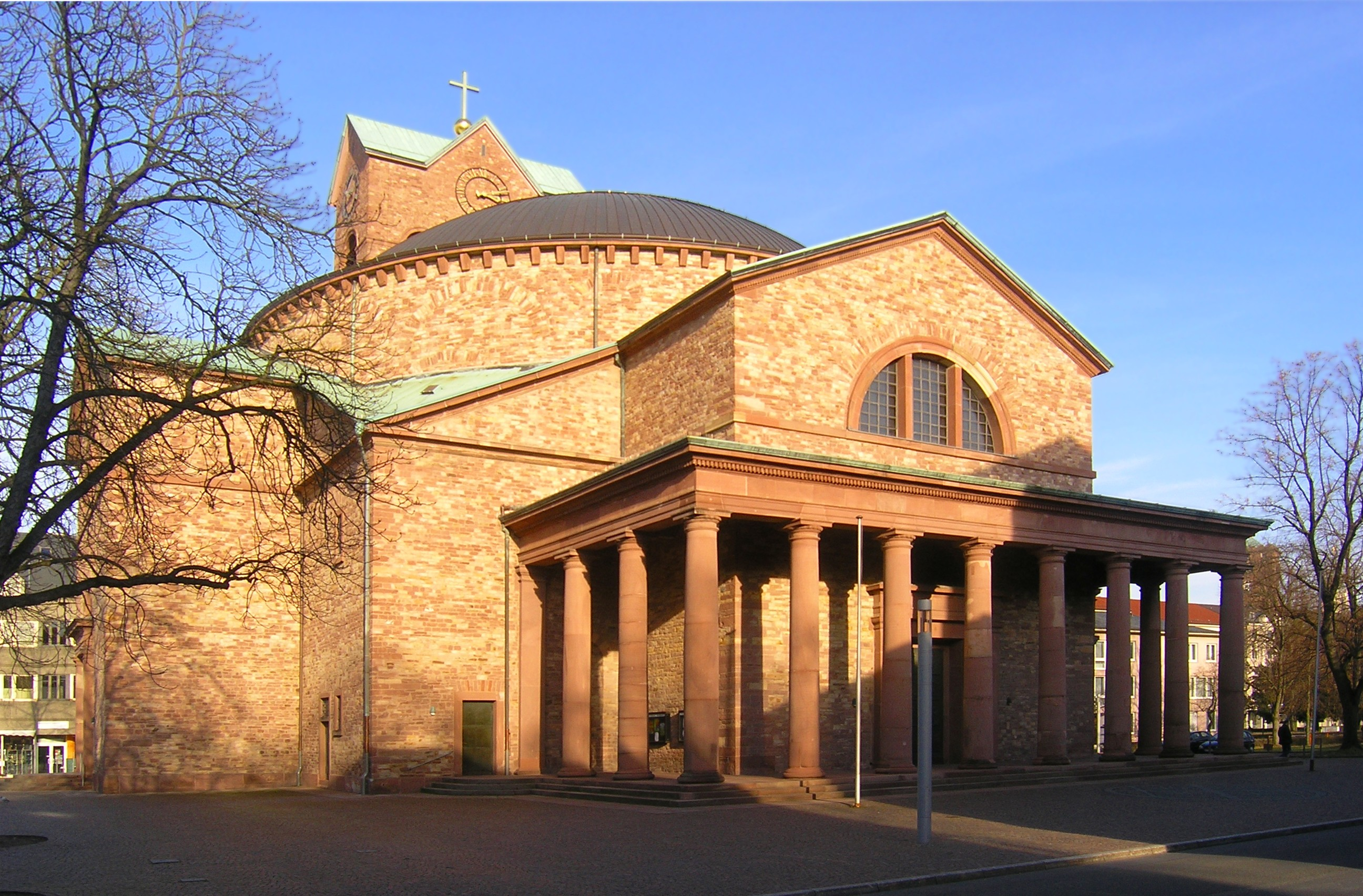
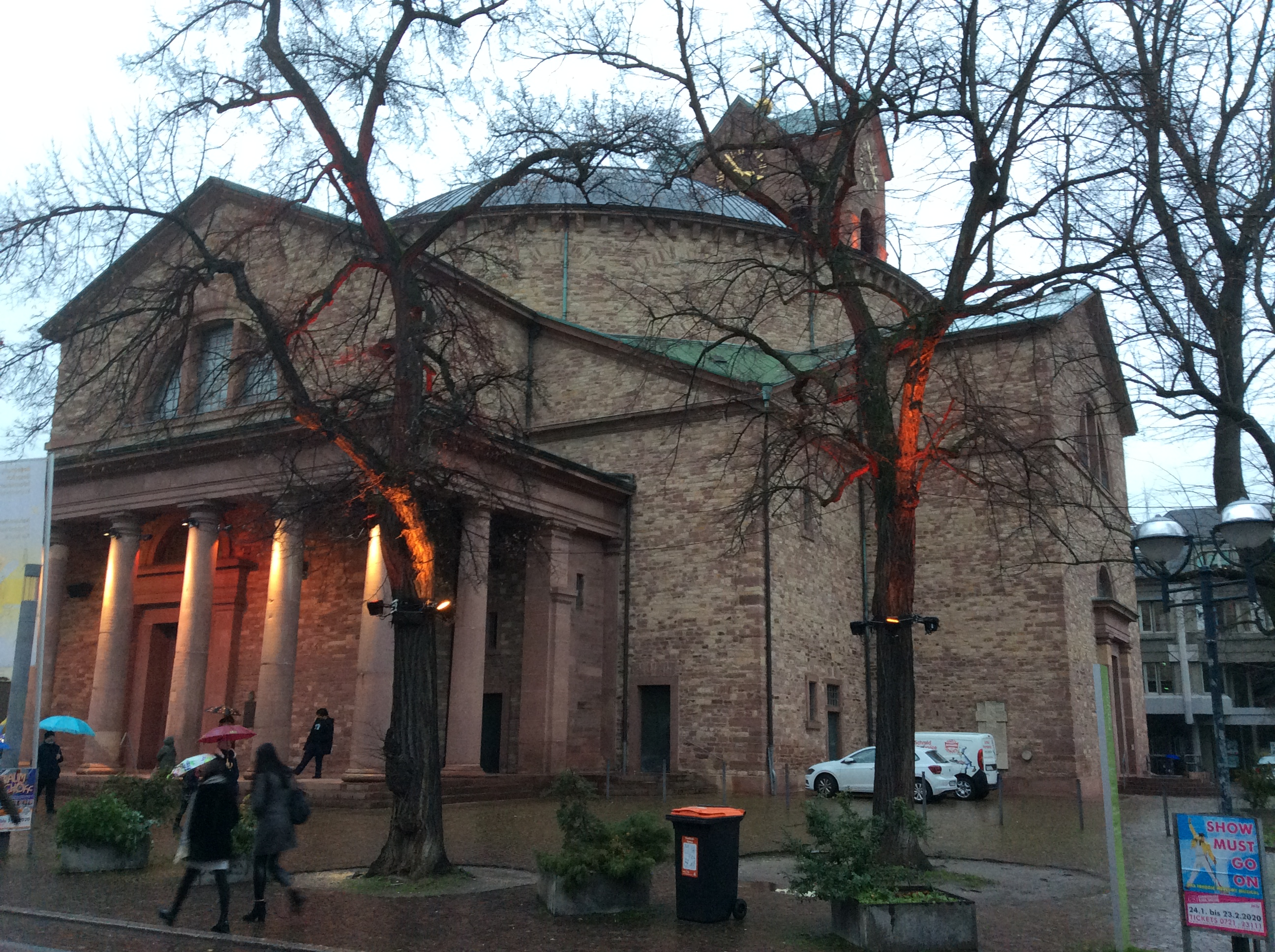

## Orgue

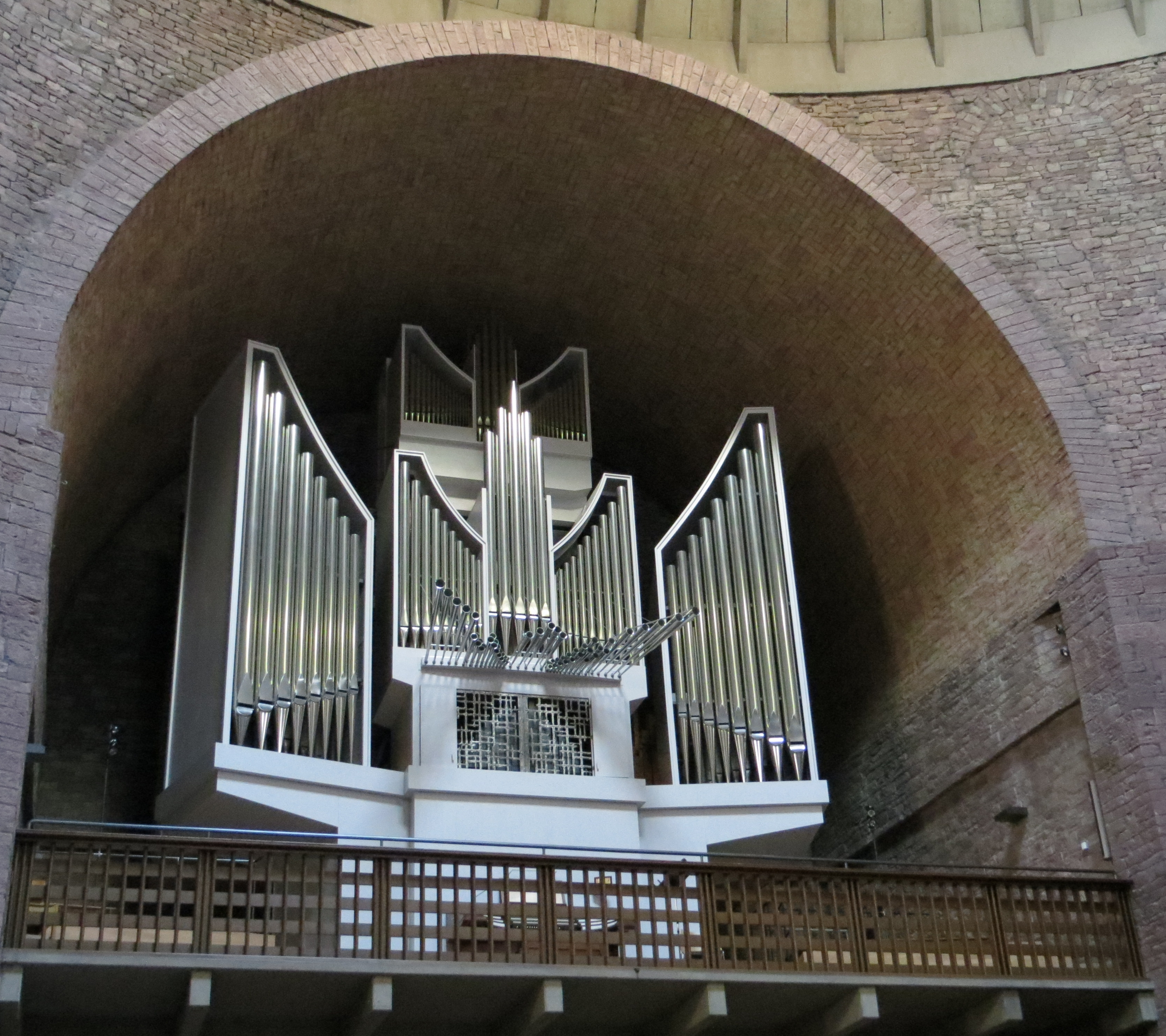
Orgue.

Le premier autel venait de l'abbaye sécularisée Saint-Blaise. Il était signé par Johann Andreas Silbermann et a été installé en 1775. Il est transformé en 1813 par Johann Ferdinand Balthasar Stieffell et totalement détruit par un bombardement aérien de 1944.
L'orgue actuel provient d'un orgue de 1959 de la maison Johannes Klais (Bonn). Celui-ci est agrandi plusieurs fois et électrifié.